# Стоянов, Пётр
Пётр Сте́фанов Стоя́нов (болг. Петър Стефанов Стоянов; род. 25 мая 1952, Пловдив) — болгарский государственный и политический деятель, 2-й президент Болгарии (1997—2002).

## Биография
Пётр Стоянов родился 25 мая 1952 года в Пловдиве. Отец, Стефан Стоянов (1920—2009) был государственным служащим, с 1991 по 1993 год был областным управителем Пловдивской области, мать — Стоянка Стоянова (умерла в феврале 2015 года).

### Образование и карьера
В 1976 году окончил юридический факультет университета им. св. Климента Охридского в Софии. Впоследствии работал адвокатом в Пловдиве.

### Политическая деятельность

#### До президентства
C 1992 года занимал пост заместителя министра юстиции первого с 1944 года некоммунистического правительства страны под руководством Филипа Димитрова, являлся членом «Союза демократических сил Болгарии». В 1994 году избран депутатом в 37-е Народное собрание (Болгарский парламент), с того же года занимает должности заместителя председателя СДС Болгарии и зам. министра по вопросам туризма, молодёжи и спорта. В 1996 году с результатом 66 % выиграл первичные выборы от Союза демократических сил с целью баллотироваться на пост президента Болгарии.

#### Президент Болгарии
На президентских выборах 2 ноября 1996 года Стоянов был избран президентом Болгарской республики, набрав в ходе голосования 59,73 % (2 502 517) голосов избирателей. 19 января 1997 года вступил в должность президента, утвердив на должность вице-президента Тодора Кавалджиева.
В период президентства Стоянова Болгария продолжала интеграцию в структуры НАТО и ЕС. В июле 1997 года на Мадридском саммите Болгария получила статус страны-кандидата на членство в НАТО. 4 мая 1999 года во время натовских бомбардировок Югославии Болгария предоставила силам НАТО свою территорию и воздушное пространство, также во время марш-броска российских десантников на Приштину Болгария закрыла своё пространство для российских военных самолётов.
На президентских выборах 2001 года Стоянов снова выдвинул свою кандидатуру на пост президента, но проиграл Георгию Пырванову.

#### После президентства
В 2004 году Стоянов был назначен послом специальных поручений ОБСЕ в ходе Приднестровского конфликта. На парламентских выборах в 2005 году был снова избран депутатом в национальный парламент от округов Смолян и Пловдив, до 2007 года возглавлял СДС. 14 сентября 2007 года сложил мандат.

## Личная жизнь
Владеет русским, английским и немецким языками. Женат на Антонине Стояновой (1952 г.р.) с 1978 года, от брака имеет двух детей.
Младший брат Емил Стоянов (1959 г.р.) в 2009 году был избран депутатом Европарламента от партии ГЕРБ.

## Награды
- Орден Двойного белого креста 1 класса (Словакия, 3 декабря 1997 года)[8]
- Орден Звезды Румынии (Румыния, 1998 год)
- Орденская цепь Ордена гражданских заслуг (Испания, 1999 год)
- Большая почётная звезда «За заслуги перед Австрийской Республикой» (Австрия, 1999 год)
- Почётный гражданин Еревана (Армения, 1999 год)
- Орден Слона (Дания, 17 октября 2000 года)
- Орден Заслуг (Мальта, 12 марта 2001 года)